# Jan Bakker (Maler)

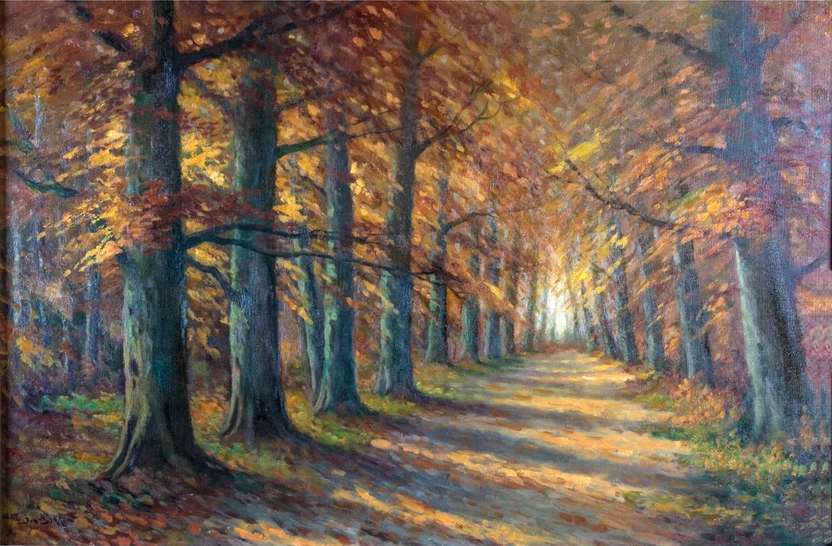
Waldszene

Jan Bakker (* 1. Juli 1879 in Schiedam; † 30. März 1944 in Voorburg) war ein niederländischer Landschafts- und Genremaler.   
Bakker studierte an der Koninklijke Academie van Beeldende Kunsten in Den Haag unter Frits Jansen. Er wurde auch von Willem Bastiaan Tholen beraten.
Er wurde Mitglied von „Pulchri Studio“ und „Kunstenaarsvereniging Sint Lucas“, nahm an allen Ausstellungen dieser Verbände teil. Bakker galt als Vertreter der Haager Schule.
Er war im Städtischen Museum in Den Haag tätig.